# Vellar
Vellar (Riu Blanc) és un riu del nord de Tamil Nadu format per la unió de dos rierols: el Vasishtanadi i el Swetanadi. Neix al districte de Salem i rep el drenatge de les muntanyes Pachaimalai, Kollaimalai i Kalrayan. Els dos rius s'uneixen i corre a l'est fins a arribar a la badia de Bengala desaiguant prop de Parangipettai, l'antiga Porto Novo després d'un curs d'uns 217 km i una conca de 6.889 km². El seu afluent principal és el Manimuktanadi que neix a les muntanyes Kalrayan. El riu té diverses preses. Només és navegable tot l'any prop de la desembocadura i per vaixells petits de fins a 4 tones. El Coleroon desaigua prop del Vellar.